# Калінінський район (Донецьк)

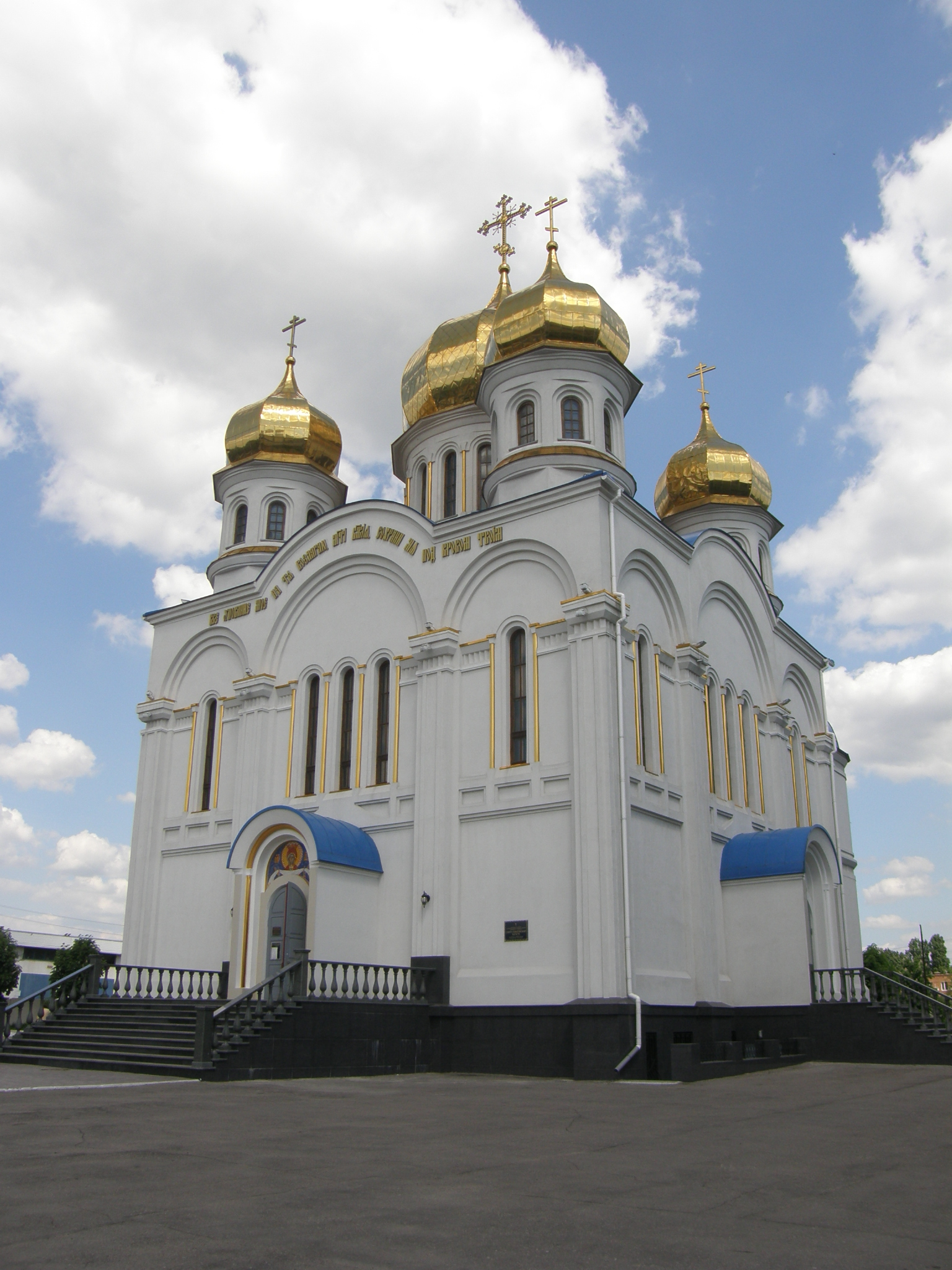
Свято-Покровський храм у Калінінському районі Донецька

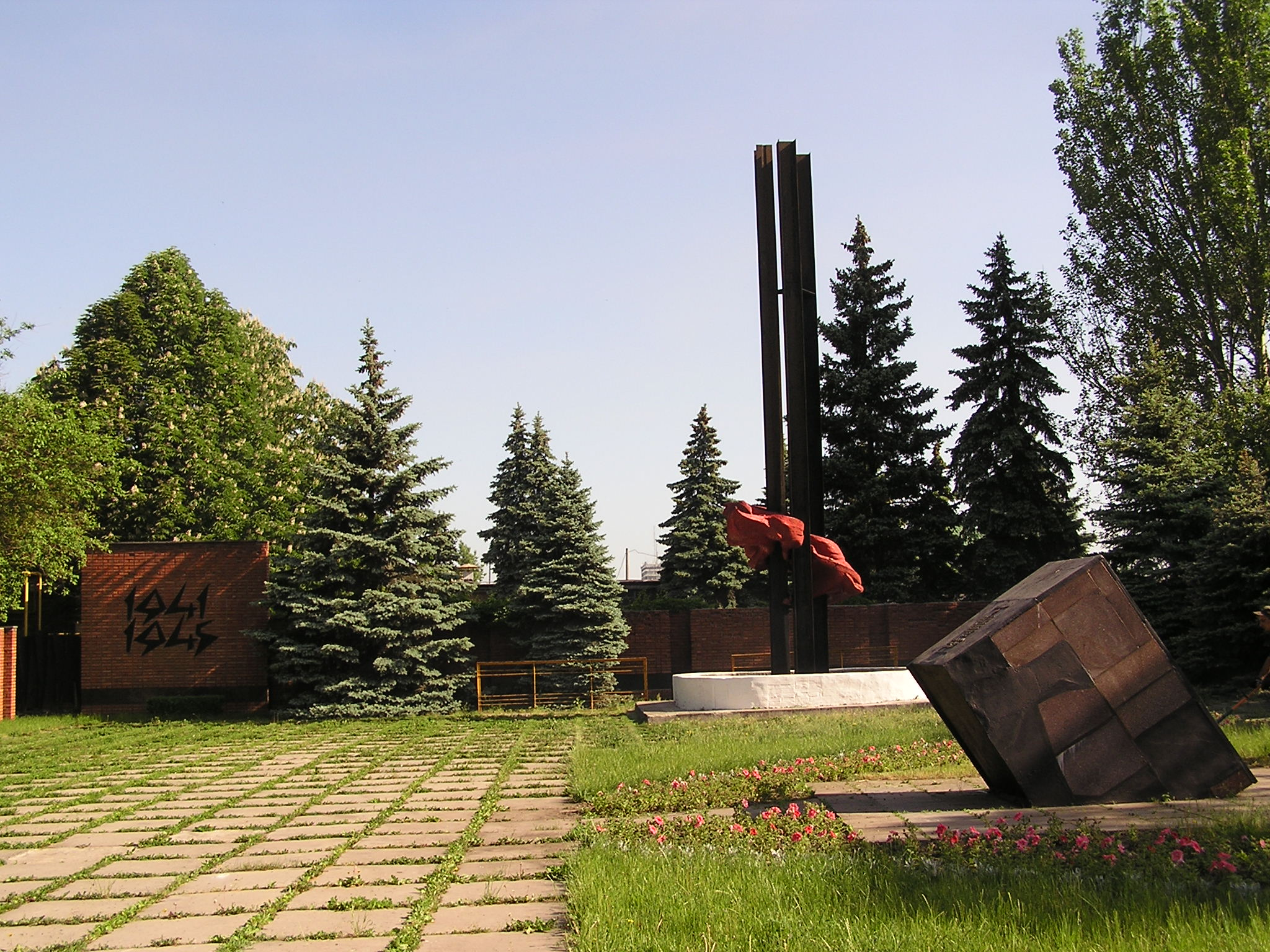
Меморіал біля шурфу шахти № 4/4-біс

Калі́нінський район — адміністративний район у східній частині Донецька, межує з Червоногвардійським районом Макіївки. Названий на честь радянського партійного діяча Михайла Калініна. Заснований у 1937 році. Площа району — 25,9 км², населення району — 103 249 осіб (2001 рік). У чинних нині межах територію району встановлено 1989 року шляхом приєднання до міста та району селища імені Котовського, що раніше належало Червоногвардійському району міста Макіївки.

## Географія
Територією району течуть Балка Калинова (Бутова) та річка Богодухова.

## Населення
За даними перепису 2001 року населення району становило 103249 осіб.

### Мовний склад
Рідна мова населення за даними перепису 2001 року:
| Мова       | Чисельність, осіб | Доля     |
| ---------- | ----------------- | -------- |
| Українська | 12 430            | 12,04 %  |
| Російська  | 89 717            | 86,89 %  |
| Інше       | 1 102             | 1,07 %   |
| Разом      | 103 249           | 100,00 % |

## Визначні місця
- Палац спорту «Дружба», «Спарта»,
- Донецький державний медичний університет імені М.Горького,
- Донецьке обласне клінічне територіально-медичне об'єднання,
- Міський палац дитячої та юнацької творчості,
- Міський палац культури,
- Готель «Нива»,
- Автодром, мотодром,
- Ботанічний сад,
- Театр ляльок,
- Свято-Покровський храм,
- Храм Преподобного Агапіта,
- Свято-Миколаївський храм.

## Мікрорайони
- багатоповерхова забудова:
  - Парковий,
  - Черемушки,
  - Красногвардійський,
  - Шанхай,
  - Нижня Калинівка
- селища:
  - Калинівка,
  - Семенівка,
  - імені Карла Маркса,
  - імені Котовського,
  - Шахтобудівник.

## Транспорт

### Основні автомагістралі
- проспект Ілліча,
- проспект Миру,
- проспект Дзержинського,
- проспект Полеглих комунарів,
- Красногвардійський проспект,
- бульвар Шевченка,
- бульвар Шахтобудівників,
- Макіївське шосе,
- вулиця Марії Ульянової,
- вулиця 50-й Гвардійської дивізії,
- вулиця Сеченова.

### Міський транспорт
- Донміськелектротранспорт:
  - тролейбус — маршрут № 3 (інколи), 4, 7, 8, 11, 12 (інколи), 15 (інколи) — переважно з центру міста на південний центр міста і до Макіївку
  - трамвай — маршрут № 9 — до центру міста, на межі з Будьонівським районом також № 10, 11 (інколи), 14 (інколи).
- плануються станції Донецького метро «Калінінськая», «Проспект Ілліча», «Донецьк-2», «Проспект Миру», «Шахтобудівельна», «Швидкісне шосе».

### Залізниця
- залізнична станція Донецьк-2,

## Промислові підприємства
- шахти імені Калінна (ГХК «Донвугілля»), шахтоуправління «Донбас» (ГХК «Донецьквугілля»), № 7-8,
- Донецький завод пивоваріння «Сармат»,
- Донецький маргариновий завод «Марг-Вест»,
- Донецький м'ясокомбінат,
- Донецький винний завод,
- Донецька макаронна фабрика,
- Донецький комбінат хлібопродуктів (елеватор),
- Підприємство «Донриба» та інші.